# Zach Gill
Zachary Dylan Gill (18 mei 1975) is een Amerikaanse zanger, muzikant en frontman van de band Animal Liberation Orchestra, vaak afgekort tot ALO.

## Biografie
Zach Gill groeide op in Saratoga (Californië) en nam rond zijn 8e voor het eerst pianolessen. Enkele jaren later nam hij ook gitaarlessen. In 1987 vormde hij de band One Percent Away, samen met zijn klasgenoten Dan Lebowitz, Steve Adams, Matt West en James Chung. Gill nam de vocalen en de rhythm guitar voor zijn rekening en de groep speelde voornamelijk covers.
Twee jaar later werd de bandnaam veranderd naar Django, waarmee ze eigen materiaal speelden. Hierin was Gill opnieuw de vocalist en speelde tevens keyboard. In 1993 brachten ze zelfs een cassettebandje uit met louter eigen werk. Een jaar later brachten ze ook een cd uit.
In 1995 verliet drummer Matt West de band en werd vervangen door David Brogan. In 1996 toerde Django het hele land door en kreeg in Augusta (Georgia) zelfs hun zege van de soullegende James Brown, maar hij moedigde hun wel aan om eerst hun school af te maken eer ze hun muziekcarrière zouden vervolgen.
In de lente van 1998 werd uiteindelijk de band Animal Liberation Orchestra opgericht, kortweg ook wel ALO.
In 2005 begon Zach Gill samen te werken met Jack Johnson, een jaar voordat hij ALO zou contracteren voor zijn eigen label Brushfire Records. Johnson nodigde Gill uit om in zijn band te komen spelen en toeren. Met Gill kreeg Johnsons band een heel ander geluid, met zijn vocalen en de verscheidene instrumenten die hij bespeelde. Op In Between Dreams uit 2005 nam Gill voor het eerst samen met Johnson, Adam Topel en Merlo Podlewski op. Sindsdien is hij een vast lid van de band, maar speelde daarnaast ook nog steeds met ALO en zelfs kortstondig nog solo. In 2008 bracht hij – na eerder twee ep's – zijn eerste solo-album uit, genaamd Zach Gill's Stuff.